# Повеляно Веронезе
Повеля̀но Веронѐзе (на италиански: Povegliano Veronese; на венециански: Povejan Veronexe, Повеян Веронезе) е градче и община в Северна Италия, провинция Верона, регион Венето. Разположено е на 47 m надморска височина. Населението на общината е 7113 души (към 2016 г.).